# 류혜주
류혜주(1999년 ~)는 대한민국의 정당인이다. 현재 유승민 후보의 희망22 대변인을 맡고 있다.

## 방송
- 나는 국대다 (2021) - Top16